# Sylvin Marc
Sylvin Marc est un musicien français d'origine malgache, bassiste, et arrangeur.
Il a notamment collaboré en studios, télévisions, radios et scènes avec Eddy Louiss, Aldo Romano, Didier Lockwood, Jeff Gilson, Michel Jonasz, Catherine Lara, Maxime Le Forestier, Chris Rea, Nina Simone, Éric Vincent, Max Middelton, Eric Seva, Jean-Michel Kajdan, Francis Lockwood, Khalil Chahine, Manu Katché, Ramon Pipin's odeurs, Benoît Widemann, Kirt Rust, Babik Reinhardt, Mokhtar Samba et d’autres artistes...
Il a enregistré de nombreux albums, dont huit en tant que leader, le premier : Madagascar Now, puis Nite life, Make up, 5/5 (chez JMS), El duet, Sylvin Marc Sextet (Production Sergent Major)...
Sylvin Marc a édité une méthode pour la basse [source insuffisante]. Il effectue une carrière internationale avec Chris Rea depuis 1993.